# Alannah Yipová
Alannah Yipová (* 26. října 1993 North Vancouver) je kanadská reprezentantka ve sportovním lezení.
Má čínské a skotské předky. Vystudovala mechatroniku na Univerzitě Britské Kolumbie.
Lezectví se věnuje od šesti let, ve dvanácti letech se poprvé stala mistryní Kanady. Jejím trenérem je Andrew Wilson. Na mistrovství světa ve sportovním lezení obsadila v roce 2016 16. místo v boulderingu, 38. místo v lezení na rychlost a 43. místo v lezení na obtížnost, v roce 2018 13. místo v boulderingu, 37. místo v lezení na rychlost a 51. místo v lezení na obtížnost a v roce 2019 7. místo v boulderingu, 29. místo v lezení na rychlost a 38. místo v lezení na obtížnost. Na Světových plážových hrách v roce 2019 obsadila v boulderingu sedmé místo. Je první kanadskou závodnicí, která startovala ve finále Světového poháru ve sportovním lezení.
V roce 2020 vyhrála panamerický šampionát v kombinaci v Los Angeles a kvalifikovala se na Letní olympijské hry 2020 v Tokiu. Při olympijské premiéře sportovního lezení obsadila čtrnácté místo. Vytvořila kanadský rekord v lezení na rychlost časem 7,99 s.